# Ian McColl
Ian McColl, właśc. John Miller McColl (ur. 7 czerwca 1927 w Alexandrii, zm. 25 października 2008 w Glasgow) – szkocki piłkarz występujący na pozycji obrońcy, a także trener.

## Kariera klubowa
Jako junior grał w zespołach Vale of Leven oraz Queen’s Park. W 1946 roku został zawodnikiem klubu Rangers i jego barwy reprezentował do końca kariery w 1960 roku. W tym czasie siedmiokrotnie zdobył z nim mistrzostwo Szkocji (1947, 1949, 1950, 1953, 1956, 1957, 1959), a także pięciokrotnie Puchar Szkocji (1948, 1949, 1950, 1953, 1960).

## Kariera reprezentacyjna
W reprezentacji Szkocji McColl zadebiutował 15 kwietnia 1950 w przegranym 0:1 meczu British Home Championship z Anglią.
W 1958 roku został powołany do kadry na mistrzostwa świata. Nie zagrał jednak na nich w żadnym spotkaniu, a Szkocja zakończyła turniej na fazie grupowej.
W latach 1950–1958 w drużynie narodowej McColl rozegrał 14 spotkań.

## Kariera trenerska
W latach 1960–1965 McColl był selekcjonerem reprezentacji Szkocji. W roli tej zadebiutował 9 listopada 1960 w wygranym 5:2 meczu British Home Championship z Irlandią Północną. Kadrę Szkocji poprowadził łącznie w 28 spotkaniach, z których 17 było wygranych, 3 zremisowane, a 8 przegranych.
Potem trenował jeszcze angielski Sunderland, a także kanadyjski Vancouver Royal Canadians, który był jego ostatnim klubem w karierze.